# Case museo di Milano

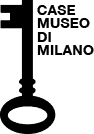
Logo del circuito

Le Case museo di Milano sono un circuito museale che raggruppa quattro edifici storici milanesi: il Museo Bagatti Valsecchi, la Casa-museo Boschi Di Stefano, la Villa Necchi Campiglio e il Museo Poldi Pezzoli

## Scopi
La rete museale è stata costituita nell'ottobre 2008 sulla base di un accordo di programma stipulato nel 2004 fra Regione Lombardia, Comune, Provincia, Camera di Commercio, Fiera di Milano, Expo 2015, Direzione Regionale per i Beni Culturali e Paesaggistici della Lombardia, FAI, Fondazione Cariplo  e Ministero per i beni e le attività culturali.
Il suo intento è promuovere il patrimonio culturale e artistico del capoluogo lombardo visto attraverso quasi due secoli di storia di note famiglie: quelle di Gian Giacomo Poldi Pezzoli e dei fratelli Fausto e Giuseppe Bagatti Valsecchi per il XIX secolo, quelle dei coniugi Boschi di Stefano e degli industriali Necchi Campiglio per il XX secolo.
Le quattro dimore storiche si trovano nel centro di Milano e ospitano collezioni pittoriche e scultoree.